# Charte d'Amiens

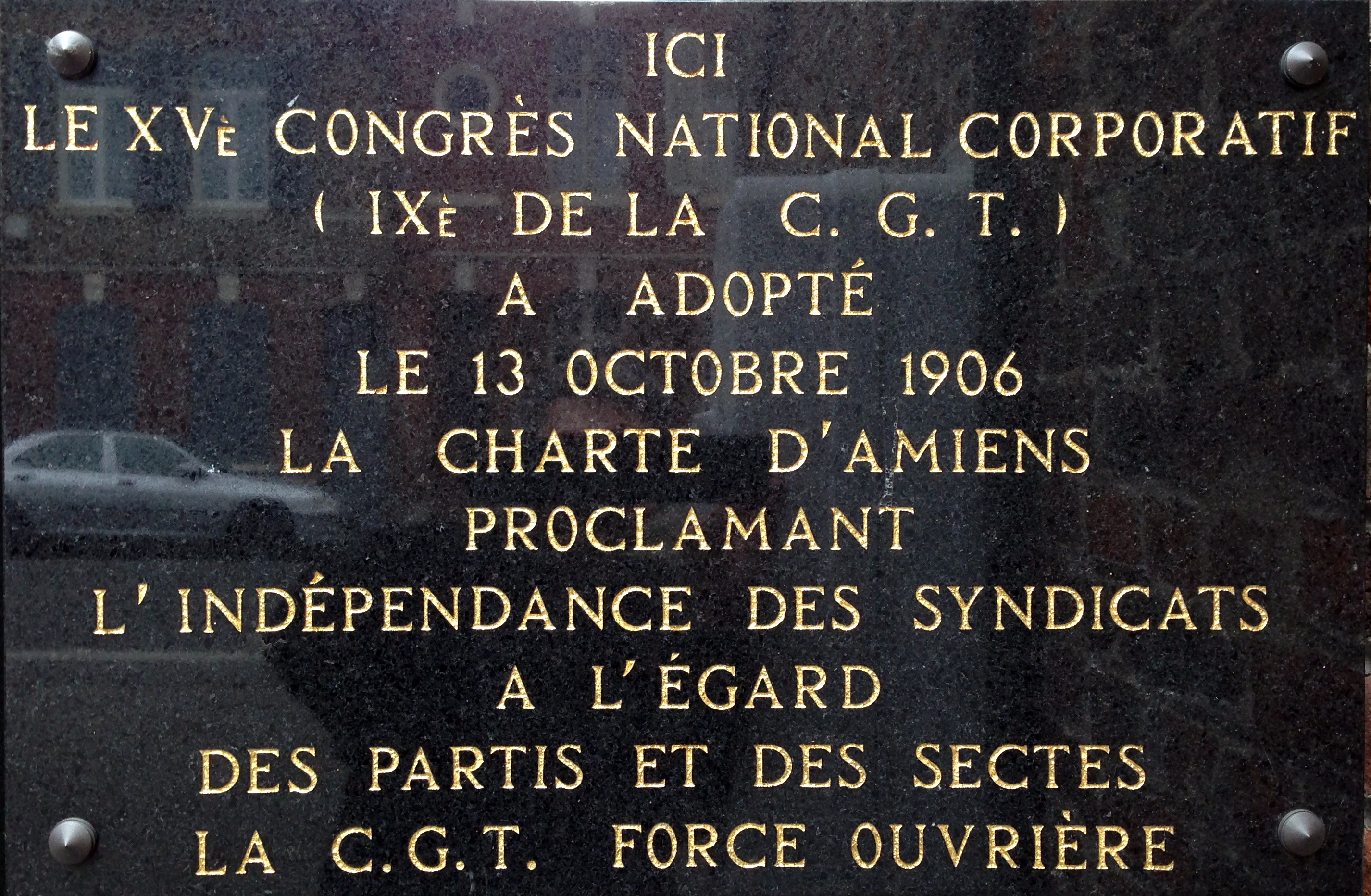
Plaque commémorant l'adoption de la charte d'Amiens, le 13 octobre 1906, à l'entrée de l’École publique du Faubourg de Noyon, rue Rigollot à Amiens.

La charte adoptée en octobre 1906 par le 9e congrès de la CGT et connue à partir de 1912 sous le nom de Charte d'Amiens reste une référence théorique du syndicalisme en France, en particulier du syndicalisme révolutionnaire et du syndicalisme de lutte.
Reconnaissant la lutte de classe, la charte assigne au syndicalisme un double objectif et une exigence : la défense des revendications immédiates et quotidiennes des travailleurs, et la lutte pour une transformation d'ensemble de la société « par l'expropriation capitaliste », en toute indépendance des partis politiques et de l'État, le syndicalisme se suffisant à lui-même. Par ailleurs, elle « préconise comme moyen d'action la grève générale et […] considère que le syndicat, aujourd'hui groupement de résistance, sera, dans l'avenir, le groupement de production et de répartition, base de réorganisation sociale ».

## La victoire d'une certaine conception du syndicalisme
Le vote pour cette motion, rédigée par Victor Griffuelhes et Émile Pouget, marque la victoire du courant syndicaliste révolutionnaire dans le mouvement ouvrier de l'époque en France. Ce courant regroupait des militants provenant de nombreux horizons idéologiques (socialistes allemanistes, vaillantistes, anarchistes, etc.). Texte de compromis adopté en fin de congrès, il obtint 830 voix sur 839. Il est couramment admis que la Charte d'Amiens marque l'apogée des thèses syndicalistes révolutionnaires dans la CGT première époque.
La Charte assigne au syndicalisme un double objectif et une exigence : la défense des revendications immédiates et quotidiennes, et la lutte pour une transformation d'ensemble de la société en toute indépendance des partis politiques et de l'État.
« Le Congrès confédéral d'Amiens confirme l'article 2, constitutif de la CGT :
« La CGT groupe, en dehors de toute école politique, tous les travailleurs conscients de la lutte à mener pour la disparition du salariat et du patronat ».
Le Congrès considère que cette déclaration est une reconnaissance de la lutte de classe, qui oppose sur le terrain économique les travailleurs en révolte contre toutes les formes d'exploitation et d'oppression, tant matérielles que morales, mises en œuvre par la classe capitaliste contre la classe ouvrière. Le Congrès précise, par les points suivants, cette affirmation théorique : dans l'œuvre revendicatrice quotidienne, le syndicalisme poursuit la coordination des efforts ouvriers, l'accroissement du mieux-être des travailleurs par la réalisation d'améliorations immédiates, telles que la diminution des heures de travail, l'augmentation des salaires, etc. Mais cette besogne n'est qu'un côté de l'œuvre du syndicalisme : d'une part il prépare l'émancipation intégrale, qui ne peut se réaliser que par l'expropriation capitaliste, et d'autre part, il préconise comme moyen d'action la grève générale et il considère que le syndicat, aujourd'hui groupement de résistance, sera, dans l'avenir, le groupe de production et de répartition, base de réorganisation sociale.
Le Congrès déclare que cette double besogne, quotidienne et d'avenir, découle de la situation des salariés qui pèse sur la classe ouvrière et qui fait, à tous les travailleurs, quelles que soient leurs opinions ou leurs tendances politiques ou philosophiques, un devoir d'appartenir au groupement essentiel qu'est le syndicat.
Comme conséquence, en ce qui concerne les individus, le Congrès affirme l'entière liberté pour le syndiqué, de participer, en dehors du groupement corporatif, à telles formes de lutte correspondant à sa conception philosophique ou politique, se bornant à lui demander, en réciprocité, de ne pas introduire dans le syndicat les opinions qu'il professe au dehors. En ce qui concerne les organisations, le Congrès déclare qu'afin que le syndicalisme atteigne son maximum d'effet, l'action économique doit s'exercer directement contre le patronat, les organisations confédérées n'ayant pas, en tant que groupements syndicaux, à se préoccuper des partis et des sectes qui, en dehors et à côté, peuvent poursuivre en toute liberté la transformation sociale. »

## Organisations se réclamant de la Charte d'Amiens
En France, la CGT, Force ouvrière, l'UNSA, l'Union syndicale Solidaires, la CNT, la FSU, la VL, l’Union Syndicale Lycéenne, le MNL ou l'UNEF se revendiquent toujours de la Charte d'Amiens,. Certaines de ces organisations syndicales ont toutefois abandonné son contenu révolutionnaire.[réf. nécessaire]

À l'inverse, des groupes politiques léninistes la rejettentInterprétation abusive ? ; certains lui reprochent son mépris des opinions philosophiques, incompatible avec l'action concertée des membres des nombreux partis d'avant-garde. Concernant les anarchistes, c'est au Congrès anarchiste international d'Amsterdam en 1907, que les dissensions sont les plus visibles, opposant en partie Errico Malatesta et Pierre Monatte. Ainsi, Malatesta conteste au syndicalisme la prétention de résoudre à lui seul le problème social : 

« Le syndicalisme n'est et ne sera jamais qu'un mouvement légalitaire et conservateur, sans autre but accessible — et encore ! — que l'amélioration des conditions de travail. »
Il conclut : « L'anarchiste qui a accepté d'être le fonctionnaire permanent et salarié d'un syndicat est perdu pour l'anarchisme. »

À quoi Monatte répliqua que si « L'anarchie [était le] but final », il était nécessaire de faire du syndicalisme l'outil de transformation sociale « parce que les temps [avaient changé] » et qu'il fallait donc « [modifier la] conception du mouvement et de la révolution ».
C'est cette opposition à laquelle fait référence la CNT-AIT quand elle dénonce ce texte comme une illusion mortelle pour le mouvement révolutionnaire : pour elle, faire du syndicat l'avant-garde du mouvement ouvrier tout en prônant une neutralité politique, c'est justement abandonner les ouvriers.
Souvent invoquée comme un refus de la politisation de la lutte syndicale qui ne devrait porter que sur des revendications professionnelles, le texte voté par le Congrès de la CGT en 1906 était au contraire dans la logique du syndicalisme révolutionnaire l'affirmation du rôle « politique » propre du syndicat. C'était ainsi une affirmation de l'indépendance syndicale face à l'unification des deux principaux partis socialistes français l'année précédente au sein de la SFIO, et un refus de liens entre le parti et le syndicat tels qu'ils pouvaient exister en Allemagne à la même époque entre le SPD et la confédération syndicale allemande Generalkommission der Gewerkschaften Deutschlands.
La CFTC reconnaît l'apport de la charte d'Amiens mais sans s'en réclamer. La CFDT considère[réf. nécessaire] que « toutes les centrales syndicales françaises se déclarent dans l'esprit de la Charte d'Amiens. »